# Dinastía Krum

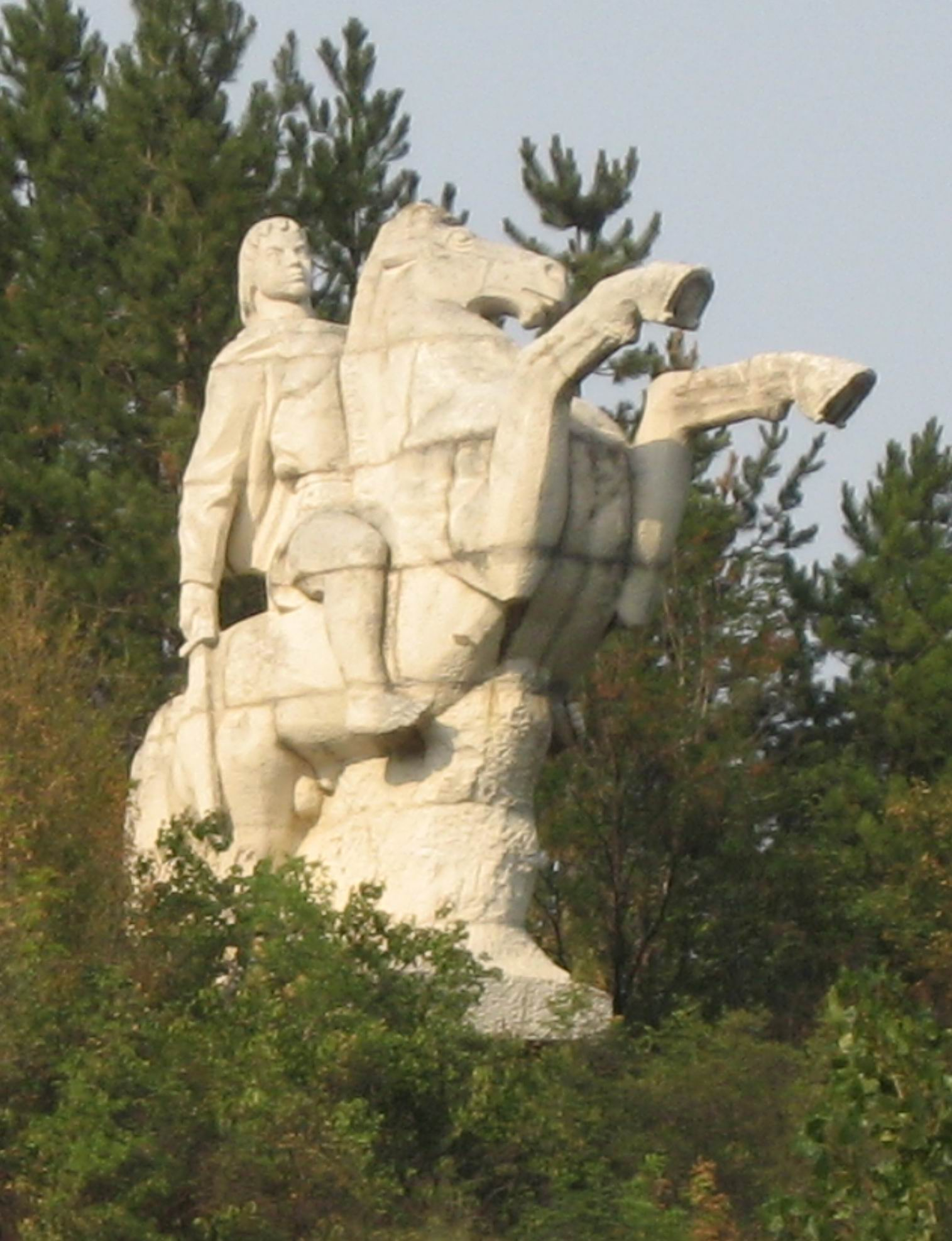
Estatua del kan Krum en Misionis.

Expansión territorial de Bulgaria bajo Krum.

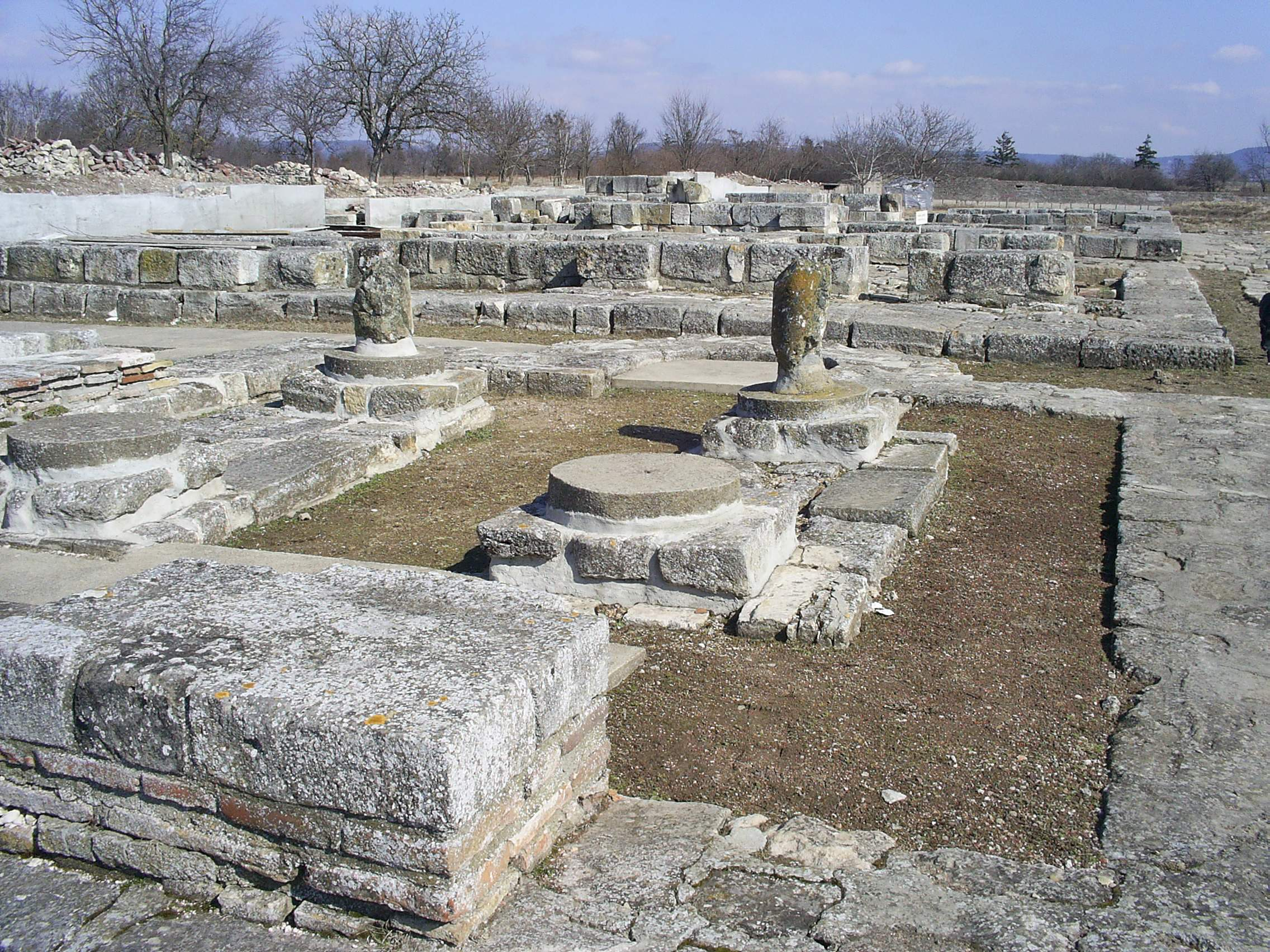
Ruinas del palacio de Pliska capital del kan Omurtag.

Expansión de Bulgaria bajo el zar Simeón I.

La dinastía Krum (en búlgaro: Крумова династия) fue una dinastía de gobernantes búlgaros en el siglo IX y X, fundada por el kan Krum.

## Historia
El fundador de la dinastía fue Krum (r. 803 - 814), que pertenecía a los descendientes protobúlgaros que vivían en la Gran Bulgaria, que vinieron entre los años 560 y 680 emigrando en varias oleadas incorporándose al país de los ávaros, y estableciéndose en Panonia. Es imposible determinar que grupo de los emigrantes fueron los antepasados de Krum, o a que familia protobúlgara pertenecía.
Entre los años 803 y 807 Krum conquistó grandes territorios del decadente jaganato ávaro y unió el antiguo territorio búlgaro de Asparukh a sus dominios. Gracias a las grandes victorias sobre el Imperio bizantino reforzó su posición en el país.
Krum fue sucedido por su hijo Omurtag (r. 815-831), quien después de derrotar a sus rivales al trono hizo la paz con Bizancio, lo que le permitió concentrarse en expandirse hacia el norte y el oeste a finales del siglo IX, pero entró en guerra con el rey de los francos Luis el Piadoso. Omurtag hizo una alianza con Bizancio para ayudar a reprimir la rebelión de Tomás el Eslavo. Al mismo tiempo Omurtag tuvo una gran actividad constructora, erigiendo palacios como los de Pliska y Madara.
Después de la muerte de Omurtag, ascendió al trono búlgaro su hijo menor Malamir, el siguiente fue Presian (r. 836-852), hijo o nieto de Omurtag. Presian continúo con la expansión, conquistando territorios en Macedonia y Albania.
El hijo de Presian, Boris I (r. 852-889) en 860 fue bautizado, pero esto dio lugar a una considerable resistencia por los boyardos búlgaros. Boris logró superar su desventaja y organizó la iglesia búlgara. En 889 abdicó y huyó a un monasterio, dejando el trono a su hijo Vladimir (r. 889-893), pero cuando se volvió contra el cristianismo, Boris lo privó de su poder y lo cegó, y el trono pasó a su segundo hijo Simeón (r. 893-927).
Simeón fue el primer gobernante de Bulgaria, que utilizó el título de zar, independizó la iglesia búlgara de la de Constantinopla. Simeón demostró una gran superioridad militar sobre el Imperio bizantino, derrotándolo en varias guerras a principios de su reinado. Simeón tuvo éxito en otros frentes - tanto en la lucha contra los magiares como los serbios, y expandió el territorio de Bulgaria como nunca en su historia. Al mismo tiempo se preocupaba por el desarrollo de la cultura búlgara. Sus logros significaron que la historiografía búlgara lo conociera como «Simeón el Grande».
Los sucesores de Simeón no fueron capaces de mantener la posición de su padre. Su hijo Pedro I, sin embargo se mantuvo en el trono durante un largo período (r. 927-969), teniendo que basarse en la oposición interna. Estas luchas habían dado la posibilidad que los vecinos de Bulgaria disminuyeran su territorio. Ya en el comienzo del reinado de Pedro obtenía su independencia Serbia, y los magiares asolaban el país. En Bulgaria, se desarrolló la secta del bogomilismo. Después, en el año 968 el príncipe de Kiev Sviatoslav invadió y conquistó una gran parte de Bulgaria. El hijo y sucesor de Pedro, Boris II (r. 969-971) se vio obligado a reconocer la soberanía de Sviatoslav, y poco después fue capturado por los bizantinos - todo el este de Bulgaria se incorporó a Bizancio. En el año 976 estalló una gran rebelión búlgara en el oeste (con capital en Skopje), reviviendo el estado búlgaro bajo el reinado del hermano de Boris, Romano, que escapó de su cautiverio en Bizancio. En 991, sin embargo, fue capturado de nuevo por los bizantinos. Murió en cautiverio en el año 997, fue el último representante de la dinastía Krum.

## Reyes de la dinastía
| Krum     | 803 - 814 |
| Omurtag  | 815 - 831 |
| Malamir  | 831 - 836 |
| Presian  | 836 - 852 |
| Boris I  | 852 - 889 |
| Vladimir | 889 - 893 |
| Simeón   | 893 - 927 |
| Pedro I  | 927 - 969 |
| Boris II | 969 - 971 |
| Román    | 986 - 991 |